# 重山規子

手前から中島そのみ・団令子・重山規子の「お姐ちゃんトリオ」

重山 規子（しげやま のりこ、1933年9月6日 - ）は、日本のダンサー、女優。本名同じ。東京府東京市（現在の東京都）出身。

## 来歴・人物
日劇ダンシングチームを経て東宝に入社し、舞台出演の傍ら映画に多数出演し、団令子・中島そのみとの『お姐ちゃんトリオ』でよく出演していた。

## 主な出演

### 映画
- 家庭の事情 馬ッ鹿じゃなかろかの巻（1954年 東宝）
- 続家庭の事情 さいざんすの巻（1954年 東宝）
- 透明人間（1954年 東宝）
- 恋は異なもの味なもの（1958年 東宝）
- 東京の休日（1958年 東宝）
- すずかけの散歩道（1959年）
- 大学のお姐ちゃん（1959年）
- 銀座のお姐ちゃん（1959年）
- お姐ちゃん罷り通る（1959年）
- 侍とお姐ちゃん（1960年）
- お姐ちゃんに任しとキ!（1960年 東宝）
- お姐ちゃんはツイてるぜ（1960年 東宝）
- ベビーギャングとお姐ちゃん（1961年 東宝）
- ニッポン無責任時代（1962年 東宝）
- お姐ちゃん三代記（1963年 東宝）
- ああ爆弾（1964年 東宝）
- 海の若大将（1965年 東宝）
- コント55号 俺は忍者の孫の孫（1969年 東宝）

### テレビドラマ
- おせん捕物帳(1967年、NET) - おせん
- オレと彼女（1968年、TBS）
- 右門捕物帖 第4話「七化け役者」（1969年、NTV）
- オバゲバ学園奮戦記（1970年、東京12チャンネル）  - 淀君子
- 人形佐七捕物帳 第19話「女虚無僧」（1971年、NET） - お時
- うなぎのぼり鯉のぼり（1972年、NET） - 敏子
- 松本清張シリーズ・虚飾の花園（1978年、NHK）  - 南恭子